# Chosin (Schiff)
Die USS Chosin (CG-65) ist ein Lenkwaffenkreuzer der United States Navy und gehört der Ticonderoga-Klasse an. Sie wurde nach der Schlacht um den Changjin-Stausee (engl. Chosin Reservoir) im Koreakrieg benannt.

## Geschichte
CG-65 wurde 1986 in Auftrag gegeben und 1988 bei Ingalls Shipbuilding auf Kiel gelegt. Rund 14 Monate später lief das Schiff vom Stapel und wurde getauft. Anfang 1991 erfolgte die Indienststellung. Die Chosin wurde in Pearl Harbor, Hawaii stationiert.
Ende 1992 begann der erste Einsatz in den Pazifik, der das Schiff unter anderem nach Australien führte. Im Februar 1993 folgte eine achtwöchige Überholung in der Pearl Harbor Naval Shipyard. 1994 bis 1995 nahm der Kreuzer an der Seite der Constellation im Persischen Golf an der Operation Southern Watch teil. Im Mai 1995 erreichte das Schiff wieder Pearl Harbor. 1996 folgte die Teilnahme an der Übung RIMPAC, 1997 dann eine Verlegung: Über Australien fuhr die Chosin wieder an der Seite der Constellation in den Golf. Über Apra Harbor erreichte der Kreuzer im September dann Hawaii. Ähnliche Verlegungen fanden 1999 und 2001 statt. Im Anschluss folgte eine achtmonatige Werftliegezeit in Pearl Harbor.
2003 nahm die Chosin an der Seite der Nimitz an der Operation Enduring Freedom und Operation Iraqi Freedom statt. Auch 2005 befuhr der Kreuzer den Persischen Golf, und zwar als Geleitschutz für die Tarawa. 2006 nahm er an einer Übung mit der russischen Marine teil und verlegte 2007 an der Seite der Bonhomme Richard in den Pazifik.
Im April 2008 wurde bekannt, dass das Schiff wegen massiver Korrosion und weiterer Mängel an Elektronik und Bewaffnung vorübergehend stillgelegt wurde. Erst im August 2009 nahm die Chosin wieder an einem Einsatz teil, als sie an der Seite der Nimitz in den Pazifik und weiter in den Indik verlegte. Dort fuhr der Kreuzer unter anderem als Teil der internationalen Taskforce 151 im Golf von Aden. Im Sommer 2010 nahm er dann wieder an RIMPAC teil.
Im Januar 2011 begann die Chosin in der Pearl Harbor Naval Shipyard eine Überholung, für die rund 50 Millionen Dollar veranschlagt waren.
Eine für 2012 angedachte Außerdienststellung wurde nicht vorgenommen. Stattdessen nahm die Chosin im Januar 2014 an der internen Übung Koa Kai bei Hawaii teil, die den Bereitschaftsstand der Marineeinheiten im Ostpazifik überprüfen sollte, und im Juni desselben Jahres wurde sie in der 24. RIMPAC-Übung eingesetzt. Im Oktober 2014 beteiligte sie sich an der jährlichen Fleet Week in San Francisco, um anschließend im Gefolge der USS Nimitz und mit Schiffen anderer Nationen eine Übung vor der kalifornischen Küste zu absolvieren.
Der Kreuzer wurde 2016 im Hinblick auf seine geplante Modernisierung in seinen neuen Heimathafen, die Naval Base San Diego verlegt. Nach Abschluss der Modernisierung verlegte das Schiff im Februar 2023 in seinen Heimathafen, die Everett Naval Base.